# 10233 لو كروزو
10233 Le Creusot هو كويكب، يقع ضمن حزام الكويكبات. اكتشف في 5 ديسمبر 1997. وقد اكتشفه جان كلود ميرلين.

## روابط خارجية
- 10233 لو كروزو في قاعدة بيانات مختبر الدفع النفاث لأجرام النظام الشمسي الصغيرة

- الاكتشاف · مخطط المدار ·  العناصر المدارية · المعلمات المادية

- 10233 لو كروزو على موقع ويكي سكاي: DSS2, SDSS, GALEX, IRAS, Hydrogen α, X-Ray, Astrophoto, Sky Map, Articles and images